# Eartha

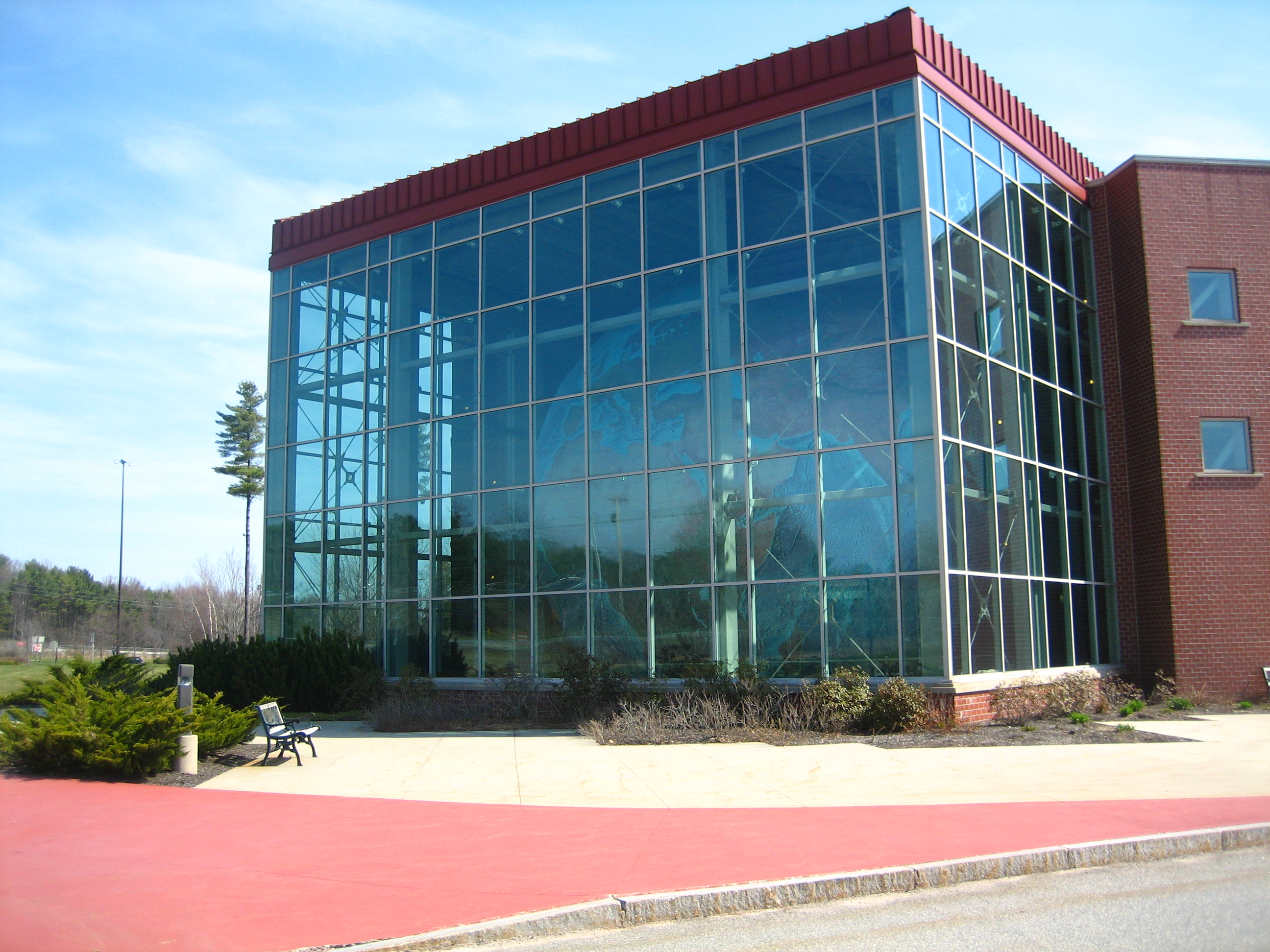
Il globo Eartha visto dall'esterno dell'edificio che lo contiene.

Eartha è un grande globo geografico situato a Yarmouth nel Maine, all'interno di un edificio della società cartografica DeLorme.
Con un diametro di 12,5 metri e un peso di circa 2 500 kg, è il globo rotante più grande del mondo.
Completato in luglio 1998, è montato con un angolo di 23,5 gradi, lo stesso dell'inclinazione dell'asse terrestre. La rotazione è ottenuta tramite due motori che gli imprimono una velocità di un giro per ogni ora, pur essendovi la possibilità di diminuire il periodo di rotazione fino a un minuto.
La rappresentazione della superficie terrestre è alla scala di 1:1.000.000 (1 cm = 10 km) ed è molto dettagliata. Sono riportati i rilievi tramite ombreggiatura e la batimetria dei mari tramite diverse gradazioni di colore. Il database di riferimento, contenente anche immagini satellitari, aveva 140 Gb di informazioni.
L'interno del globo è costituito da una struttura di sostegno formata da oltre 6000 tubi di alluminio, mentre la superficie esterna è composta da 792 pannelli, ciascuno riportante 8 gradi di latitudine e 10 gradi di longitudine.
Eartha è alloggiato in un edificio chiuso su tre lati da pareti trasparenti, in modo che possa essere visto anche dall'esterno. È ben visibile percorrendo la U.S. Route 1, e durante la notte il globo è illuminato.